# Lopholeucaspis baluanensis
Lopholeucaspis baluanensis är en insektsart som beskrevs av Williams och Watson 1988. Lopholeucaspis baluanensis ingår i släktet Lopholeucaspis och familjen pansarsköldlöss.
Artens utbredningsområde är Papua Nya Guinea. Inga underarter finns listade i Catalogue of Life.